# Шклярська Поремба
Шкля́рська Поре́мба (пол. Szklarska Poręba польська: [ˈʂklarska pɔˈrɛmba]; нім. Schreiberhau) — місто в південно-західній Польщі, на річці Каменна, під горою Шрениця. Місто є популярним гірськолижним курортом.
Належить до Карконоського повіту Нижньосілезького воєводства.

## Демографія
Демографічна структура станом на 31 березня 2011 року:
|          | Загалом | Допрацездатний вік | Працездатний вік | Постпрацездатний вік |
| -------- | ------- | ------------------ | ---------------- | -------------------- |
| Чоловіки | 3286    | 521                | 2393             | 372                  |
| Жінки    | 3716    | 502                | 2265             | 949                  |
| Разом    | 7002    | 1023               | 4658             | 1321                 |

## Зовнішні посилання
- www.szklarska-poreba.pl/ [Архівовано 24 листопада 2020 у Wayback Machine.]

Польська лижня // Український тиждень, №51 (112), 18 грудня 2009 [Архівовано 12 грудня 2011 у Wayback Machine.]
| Польща | Це незавершена стаття з географії Польщі. Ви можете допомогти проєкту, виправивши або дописавши її. |